# Blachia siamensis
Blachia siamensis är en törelväxtart som beskrevs av François Gagnepain. Blachia siamensis ingår i släktet Blachia och familjen törelväxter. Inga underarter finns listade i Catalogue of Life.